# Grille de contrôle
Pour les articles homonymes, voir Grille.

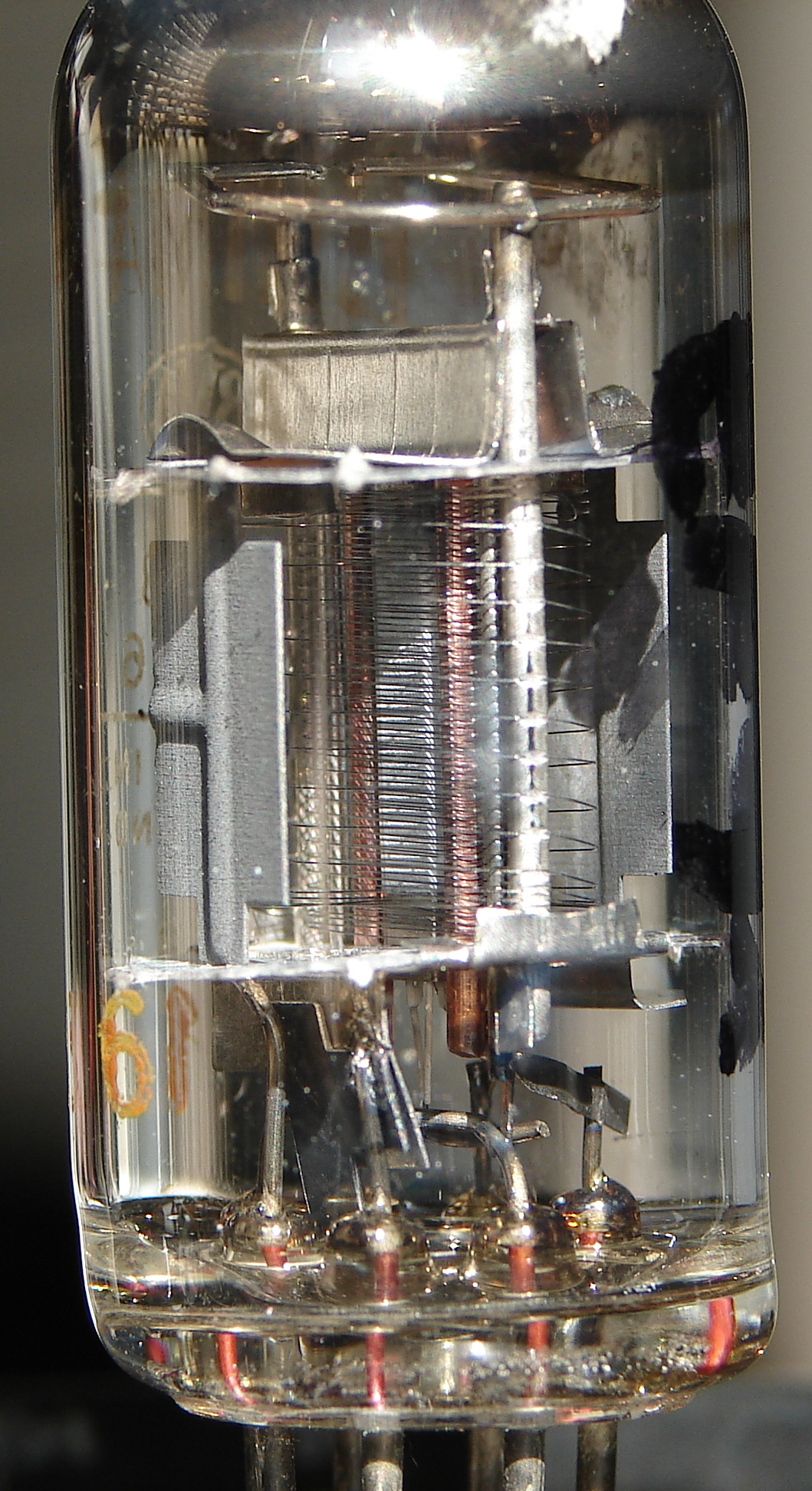
Photo macro d'une pentode EF91 avec sa grille réceptrice.

En électronique, la grille de contrôle est l'électrode de commande d'un tube à vide — triode, tétrode, pentode — ou d'un transistor à effet de champ (FET). La grille reçoit le signal à amplifier. Une modification de la différence de potentiel entre la grille et la cathode (ou la source pour un FET) provoque une variation du courant anodique (ou de drain).
Généralement la grille est portée à un potentiel négatif par rapport à la cathode (ou source) grâce à un circuit dit circuit de polarisation. Voir : polarisation par courant de grille, polarisation par résistance de cathode, polarisation par une tension.

## Technologie
La grille (de contrôle) de la première triode était constituée d'un fil en zigzag placé entre le filament et l'anode. Celle-ci prit rapidement une forme en spirale. La grille est souvent réalisée avec un fil fin, résistant aux hautes températures, et qui n'émet pas d'électrons. Le fil peut être constitué de platine, d'alliages de nickel et de manganèse, d'alliages de molybdène. Ces derniers sont fréquemment utilisés en raison du point de fusion élevé du molybdène. Ce fil est bobiné sur des « poutres » en cuivre, qui assurent la rigidité de l'ensemble. En 1959, fut mise au point la grille cadre, qui permit de réduire le diamètre du fil employé. Cela permet de réduire la distance entre la grille et la cathode (filament).

## Effet dans le tube
En plaçant la grille de contrôle plus près de la cathode, par rapport à l'anode, le facteur d'amplification du tube (µ) augmente. Il en résulte aussi une trans-conductance plus grande, qui correspond à la variation du courant d'anode sur la variation de la tension de grille (en mA/V). En général, le bruit d'un tube est inversement proportionnel à sa transconductance : plus elle est forte et moins le bruit est important (généralement).

## Grilles spéciales

### Double grilles de l'heptode
Un tube électronique peut contenir plus d'une grille de contrôle. L'hexode contient deux de ces grilles, une pour le signal reçu et une pour le signal de l'oscillateur. Le courant d'anode du tube est la somme des deux signaux. Cela peut être exploité comme changeur de fréquence dans les récepteurs superhétérodynes.

### Grilles à pas variable
Certains tubes possèdent une grille enroulée avec un pas variable, ce qui donne une caractéristique non linéaire au tube électronique. Cela est souvent exploité en amplification RF (Radio Fréquences), où un changement de la polarisation du tube (bias) change le gain du tube (le µ).